# Georg Nicolaus Nissen

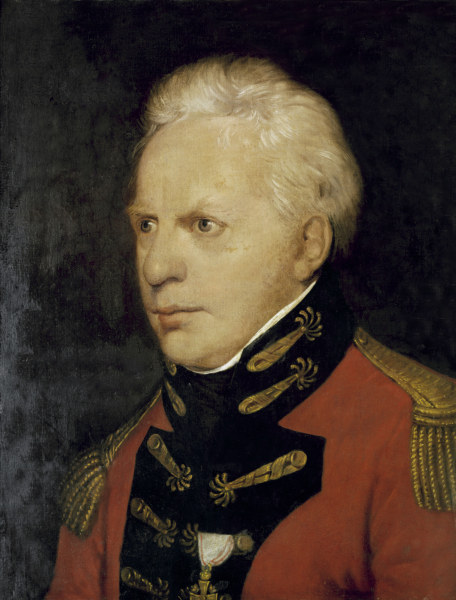
Georg Nicolaus Nissen, malował Ferdinand Jagemann, (1809)

Georg Nicolaus Nissen (ur. 22 stycznia 1761 w Haderslev, zm. 24 marca 1826 w Salzburgu) – duński dyplomata, znany jako pierwszy biograf  W.A. Mozarta.
Gdy Armand François Louis de Mestral de Saint-Saphorin był posłem duńskim w Wiedniu (od 1790 roku), Nissen został jego sekretarzem. W 1798 roku przeprowadził się na Judengasse, gdzie mieszkała wdowa po Mozarcie, Konstancja, którą w roku 1809 poślubił. Niessen był również autorem pierwszej biografii Mozarta, spisanej na podstawie wspomnień Konstancji. Została opublikowana w 1828 roku w Lipsku, po śmierci autora.